# Ochsenkopf (Haus)
Der Ochsenkopf ist ein 1528 errichtetes Fachwerkhaus in der Altstadt von Hann. Münden in Südniedersachsen. Die Namensherkunft des heute denkmalgeschützten Gebäudes ist unbekannt. Es wird angenommen, dass sich an der Fassade ein Ochsenkopf befand, der früher Erkennungszeichen für eine Fleischerei oder ein Gasthaus war.

## Beschreibung
Von der Konstruktion her handelt es sich um einen spätgotischen Ständerbau, bei dem die Ständer an den Seitenwänden bis hoch zum Dachansatz reichen. Lange Zeit wurde angenommen, dass der Ochsenkopf wegen seiner Bauweise aus der Zeit um das Jahr 1400 stammt. Ende der 1960er Jahre vorgenommene dendrochronologische Untersuchungen an den Bauhölzern ergaben als Fällzeitpunkt der Bäume den Sommer 1528. Da in früheren Jahrhunderten Bauholz noch im Jahr des Schlagens verwendet wurde, ist dieses Jahr als Baudatum anzunehmen.
Das giebelständige Haus gehört zu den wenigen Ausnahmen der ansonsten traufenständig angeordneten Hausfronten des Ortes. Da angenommen wurde, dass es in jedem Stockwerk nur einen Raum gab, wurde es als Lagerhaus angesehen. Ab dem späten 17. Jahrhundert war das Haus bewohnt. In dieser Zeit befand sich dort eine Lohgerberei. Als weitere Gewerbe wurden im Haus Lederhandel, Dielenhandel und Seifensieden betrieben.
Eine Baubeschreibung des Gebäudes von 1849 liefert ein Verkaufsangebot des damaligen Lohgerbers. Danach besaß es drei beheizbare Zimmer, sechs Kammern, drei Dachböden und zwei Gewölbekeller. Des Weiteren bestand ein Hintergebäude und auf dem Hof befand sich ein ergiebiger Brunnen. Bis zum Beginn des 20. Jahrhunderts wurde im Haus eine Gerberei betrieben. Im Jahr 1905 erwarb es ein Kaufmann. Ab 1913 gab es Bemühungen zum Erhalt des Gebäudes, die wegen der beiden Weltkriege und der wirtschaftlich schwierigen Zwischenkriegszeit ergebnislos blieben. Als der Ochsenkopf zunehmend verwahrloste, setzten Ende der 1960er Jahre Planungen zu seiner Rettung ein. Von 1976 bis 1979 erfolgte eine grundlegende Renovierung. Die Kosten betrugen einschließlich des Gebäudeerwerbs 1,13 Millionen DM. Heute wird das Gebäude von einer Musikschule und für Veranstaltungen genutzt. 2015 wurde zeitweise der Betrieb eines Kulturcafés getestet.